# 叶伊斯克高等军事航空学校
叶伊斯克高等飞行员军事航空学校（Ейское высшее военное авиационное ордена Ленина училище лётчиков имени дважды Героя Советского Союза лётчика-космонавта СССР В. М. Комарова ），以两次荣获苏联英雄的苏联宇航员弗·米·科马洛夫而命名，是位于苏联克拉斯诺达尔边疆区叶伊斯克的一所苏联空军培养飞行员的航校。辖第959与第963飞行训练团。

## 历史
1915年7月28日，帝俄第一所海军航空军官学校在圣彼得堡古特耶夫斯科伊岛创办。使用4架德米特里·帕夫洛维奇·格里戈罗维奇设计的M-5水上飞机。理论学习在圣彼得堡技术学院。至1915年10月，有20架飞机，27名基层教官。但不久发现波罗的海的气候不利于飞行训练。1915年11月，学校一部分搬迁到巴库。
十月革命后，1917年12月1日有10个学员队，78名学员，12架飞机，可用的有5架。1918年3月7日疏散到下诺夫哥罗德。1918年7月8日更名为下诺夫哥罗德海军航空学校。同时，巴库分校撤销。
1918年11月11日在彼得格勒设立了新的以托洛茨基命名的海军航空学校，1919年5月1日参加了抗击尼古拉·尼古拉耶維奇·尤登尼奇将军的白军进攻彼得格勒的战斗。1919年10月中旬恢复教学。 
1919年10月22日，下诺夫哥罗德海军航空学校迁往萨马拉。1个月后理论教学部分迁回彼得格勒。
1920年6月，两所海军航空学校合并为以托洛茨基命名的海军航空学校，从事飞行理论教学。
1922年3月，萨马拉航校搬迁至塞瓦斯托波尔。
1923年5月31日，更名为以托洛茨基命名的红海军飞行员高等学校。1928年1月取消以托洛茨基命名。1930年8月，改名为以斯大林命名的红海军飞行员高等飞行学校。1931年夏季，搬迁至叶伊斯克，开始训练新飞行员陆上轮式飞机，机型有И-15, И-16, СБ, Р-1, МР-1, МБР-2水上飞机, “萨伏伊”双发水上飞机。1935年12月，组建了轰炸机与战斗机训练大队。1936年改称以斯大林命名的红海军飞行员与地勤学校。1937年4月14日再次改回以斯大林命名的红海军飞行员学校。
1941年6月战争爆发后，学校改为МБР-2水上飞机训练。1941年7月5日，航校组建了歼击机第8
团与第9团。1941年9-10月，抗击德机进攻战斗了131批次。随后又组建了装备伊-15戰鬥機的第10团。
1941年9月16日苏联人民委员会 ВМФ № 0895 命令，学校疏散到北奥赛梯的莫兹多克。1942年11月15日并入了位于古比雪夫州的波尔斯科伊的赛兹兰航校。1943年秋，叶伊斯克被解放，航校旧址已经完全被德军摧毁。整个战争期间，共组建9个航空兵团、18个飞行大队，3500名飞行员。
1945年，学校开始培养歼击机飞行员。装备了乌特-2、拉-7、雅克-9、P-47、МБР-2水上飞机、里-2、PBY卡特琳娜水上飛機。 1950年装备了米格-15。
1956年7月10日，学校转隶北高加索军区空军。改名为荣获列宁勋章的以斯大林命名的叶伊斯克军事航空学校。1959年5月，升格为高等军事学校，改名为荣获列宁勋章的以斯大林命名的叶伊斯克高等军事航空飞行员学校。
1961年开始培养歼击轰炸机飞行员。1961年12月30日，取消以斯大林命名。1962年，开始装备苏-7歼击轰炸机。1967年5月30日，改名为以两次荣获苏联英雄的苏联宇航员弗·米·科马洛夫命名的叶伊斯克高等飞行员军事航空学校。1981年秋天，开始装备苏-17。1986年开始装备L-39。